# Удеж
Удеж (пол. Uderz) — село в Польщі, у гміні Ілув Сохачевського повіту Мазовецького воєводства.
Населення — 42 особи (2011).
У 1975-1998 роках село належало до Плоцького воєводства.

## Демографія
Демографічна структура станом на 31 березня 2011 року:
|          | Загалом | Допрацездатний вік | Працездатний вік | Постпрацездатний вік |
| -------- | ------- | ------------------ | ---------------- | -------------------- |
| Чоловіки | 15      | 2                  | 12               | 1                    |
| Жінки    | 27      | 4                  | 16               | 7                    |
| Разом    | 42      | 6                  | 28               | 8                    |